# Постніков Віктор Іванович
Віктор Іванович Постніков(рос. Виктор Иванович Постников) — радянський господарський, державний і політичний діяч, Герой Соціалістичної Праці.

## Біографія
Народився в 1924 році в селі Привольне. Член КПРС із 1948 року.
Учасник німецько-радянської війни. Із 1944 року — на господарській, громадській та політичній роботі. В 1944—1991 роках — вагар колгоспу, начальник адміністративно-господарської частини Красногвардійського райвійськкомату Ставропольського краю, завідувач Красногвардійським районним відділом соціального забезпечення, заступник голови Благодарненської районної ради народних депутатів, секретар, другий секретар Благодарненського райкому КПРС, інструктор Ставропольського крайкому КПРС, перший секретар Приютненського райкому КПРС, перший секретар Сарпінського райкому КПРС Калмицької АРСР, перший заступник Голови Ради Міністрів Калмицької АРСР, директор тресту «Птахопром», генеральний директор бройлерного об'єднання «Ставропольське».
Указом Президії Верховної Ради СРСР від 29 серпня 1986 року присвоєно звання Героя Соціалістичної Праці з врученням ордена Леніна та золотої медалі «Серп і Молот».
Обирався депутатом Верховної Ради РРФСР 10-го і 11-го скликань, народним депутатом СРСР.
Помер у Ставрополі в 1998 році.